# Préfecture autonome mongole de Börtala
Cette page contient des caractères spéciaux ou non latins. S’ils s’affichent mal (▯, ?, etc.), consultez la page d’aide Unicode.
La préfecture autonome mongole de Börtala (chinois : 博尔塔拉蒙古自治州 ; pinyin : bó'ěrtǎlā měnggǔ zìzhìzhōu ; mongol : ᠪᠣᠷᠣᠲᠠᠯ᠎ᠠ ᠶᠢᠨ
ᠮᠣᠩᠭᠣᠯ
ᠥᠪᠡᠷᠲᠡᠭᠡᠨ
ᠵᠠᠰᠠᠬᠤ ᠵᠧᠦ, VPMC : Borotala-yin monggol öberteɣen jasaqu-jēü ; ouïghour : بۆرتالا موڭغۇل ئاپتونوم ئوبلاست/ Börtala Mongğul Aptonom Oblasti) est une subdivision administrative de la région autonome du Xinjiang en Chine. Son chef-lieu est la ville de Bole.

## Climat
Le climat est de type continental sec. Les températures moyennes pour la ville de Jinghe vont d'environ -14 °C pour le mois le plus froid à +26 °C pour le mois le plus chaud, avec une moyenne annuelle de 7,9 °C, et la pluviométrie y est de 96 mm.

## Démographie
La population de la préfecture était estimée à 423 700 habitants en 2000 et à 440 000 habitants en 2004.

## Subdivisions administratives
La préfecture autonome de Börtala exerce sa juridiction sur trois subdivisions - une ville-district et deux xian :
- la ville de Bole - 博乐市 Bólè Shì ;
- le xian de Jinghe - 精河县 Jīnghé Xiàn ;
- le xian de Wenquan - 温泉县 Wēnquán Xiàn.